# Cementiri del Vendrell
El Cementiri del Vendrell és una obra del Vendrell (Baix Penedès) protegida com a Bé Cultural d'Interès Local.

## Descripció
El cementiri està situat a un dels ramals de la carretera de Calafell. És de planta rectangular envoltat per murs de tancament. Destaca l'entrada decorada amb un frontó sostingut per dues pilastres i dues columnes de fust estriat. El frontó és coronat per una creu i dos pinacles. A l'interior es troben els nínxols recolzats en el mur de tancament i distribuïts en mòduls aïllats que conformen un recorregut a través de patis enjardinats.